# Sciades
Sciades es un género de peces actinopeterigios de agua dulce y marinos, distribuidos por ríos y costas de América del Sur, sur de Asia y Oceanía.

## Especies
Existen  especies reconocidas en este género:
- Sciades couma (Valenciennes, 1840)
- Sciades dowii (Gill, 1863)
- Sciades herzbergii (Bloch, 1794)
- Sciades parkeri (Traill, 1832)
- Sciades passany (Valenciennes, 1840)
- Sciades paucus (Kailola, 2000)
- Sciades proops (Valenciennes, 1840)
- Sciades sona (Hamilton, 1822)